# Mircea Constantin
Mircea Constantin (27 de octubre de 1968) es un deportista rumano que compitió en lucha grecorromana. Ganó una medalla de plata en el Campeonato Europeo de Lucha de 1995, en la categoría de 74 kg.

## Palmarés internacional
| Campeonato Europeo | Campeonato Europeo | Campeonato Europeo | Campeonato Europeo |
| Año                | Lugar              | Medalla            | Categoría          |
| ------------------ | ------------------ | ------------------ | ------------------ |
| 1995               | Besanzón (Francia) | Medalla de plata   | 74 kg              |